# Brefeldochium pruinosum
Brefeldochium pruinosum är en svampart som beskrevs av Verkley 2005. Brefeldochium pruinosum ingår i släktet Brefeldochium och familjen Hyaloscyphaceae.   Inga underarter finns listade i Catalogue of Life.